# بید مرجان
بید مرجان، بید مرجانی (نام علمی: Salix carmanica) نام یک گونه (زیست‌شناسی) از سرده بید است.